# Pselliophorus
Pselliophorus és un dels gèneres d'ocells, de la família dels emberízids (Emberizidae).

## Taxonomia
Estudis recents filogenètics (Klicka et al. 2014) mostren que aquest gènere realment està inclòs dins d'Atlapetes la qual cosa implica que la seva desaparició és qüestió de temps.
El fet de ser un estudi recent, hi autoritats taxonòmiques que ja reconeixen aquest canvi i d'altres no encara.
- Pselliophorus luteoviridis - toquí cuixagroc verd.
- Pselliophorus tibialis - toquí cuixagroc negre.